# Jérôme-Napoléon Bonaparte (1830-1893)
 (décembre 2022).
Si vous disposez d'ouvrages ou d'articles de référence ou si vous connaissez des sites web de qualité traitant du thème abordé ici, merci de compléter l'article en donnant les références utiles à sa vérifiabilité et en les liant à la section « Notes et références ».
Pour les articles homonymes, voir Bonaparte (homonymie) et Jérôme-Napoléon Bonaparte.
Jérôme-Napoléon II Bonaparte est un officier franco-américain né le 5 novembre 1830 à Baltimore (Maryland, États-Unis) et mort le 4 septembre 1893 à Pride's Crossing (Massachusetts, États-Unis).
Il est le fils de Jérôme-Napoléon Bonaparte (1805-1870) et de Susan May Williams, qui auront un autre fils, Charles Joseph Bonaparte (1851-1921).

## Biographie
Il intègre l’Académie militaire de West Point et en sort diplômé le 1er juillet 1852.
Il démissionne, le 16 août 1854, de l’armée américaine.
Accompagné par "Bo", surnom de son père, il se rend en 1854 à Paris. Ils sont bien accueillis.
En 1854, la succession de Napoléon III est incertaine et le restera jusqu’à la naissance du Prince impérial, dit « Loulou », le 16 mars 1856.
L’empereur Napoléon III, cousin germain de « Bo » le réintègre ainsi que les siens dans la nationalité française par un décret du 30 août 1854.
Napoléon III signe aussi un second décret le 5 septembre 1854 accordant au fils un grade dans l’armée française. Sous-lieutenant au 7e régiment de dragons, il participe peu après à la guerre de Crimée.
Le Prince Napoléon dit « Plon-Plon » se trouve alors en Orient et voit immédiatement le danger : selon lui son demi-frère « Bo » (1805-1870) ne peut être considéré comme enfant légitime, ce qui exclut de facto Jérôme-Napoléon et son frère Charles Joseph de toute prétention au sein de la famille impériale.
À la demande de « Plon-Plon », un conseil de la famille impériale (formation rappelant le conseil de famille du code civil) se réunit donc le 4 juillet 1856 et rend une décision ambiguë pour « Bo » et les siens : droit de porter le patronyme Bonaparte reconnu, mais sans droit d’hériter du « roi Jérôme » (ancien roi de Westphalie).
Il n’en poursuit pas moins une longue carrière au sein de l’armée française.
Son père « Bo » décède aux États-Unis le 17 juin 1870.
Il démissionne de l’armée le 31 mars 1871 : « M. le colonel Bonaparte fait connaître que, par suite de la mort de son père, il est devenu chef de famille et qu’il a, en Amérique, des intérêts très importants qu’il ne pourrait sauvegarder en restant au service et qu’il n’a pas hésité à négliger pour prendre part à la guerre. »
De son mariage avec Caroline Leroy Appleton (1840-1911), veuve de Newbold Edgar, il a eu deux enfants :
- Louise Eugénie (1873-1923), mariée au comte Adam de Moltke-Huitfeld.
- Jérôme-Napoléon Charles (1878-1945) ; mort sans postérité, il est le dernier descendant de la branche Bonaparte-Patterson.

## Décorations
- Officier de la Légion d'honneur (31 octobre 1868)